# Deutsch-Südwestafrikanischer Luftfahrerverein
Der Deutsch-Südwestafrikanische Luftfahrerverein war ein Verein zur Förderung der Fliegerei und Luftschifffahrt in den deutschen Kolonien des Deutschen Kaiserreiches, insbesondere in Deutsch-Südwestafrika.

## Gründung
Der Verein bildete sich Anfang Mai 1912 in Keetmanshoop, zunächst unter dem Namen Südwestafrikanischer Luftflottenverein. Am 4. Mai 1912 wurde die Satzung verabschiedet. Zum Zeitpunkt der Gründung zählte der Verein etwa 60 Mitglieder. Jeder Deutsche im Besitz der Bürgerrechte konnte aufgenommen werden. Nicht-deutsche Europäer könnten eine außerordentliche Mitgliedschaft erhalten. Am 11. Juli 1912 erfolgte eine Umbenennung in Deutsch-Südwestafrikanischer Luftfahrerverein. Der Jahresbeitrag betrug 10 Mark.
Der erste Vereinsvorsitzende war der Rechtsanwalt und Notar Otto Forkel, der nach 1903 Richter und Vertreter des Landesrats im Bezirk Keetmanshoop war. Der zweite Vorsitzende war der Oberleutnant der Schutztruppe Eckhard Berlin, der selbst einen Flugzeugführerschein besaß.

## Werbung für die deutsche Kolonialluftfahrt

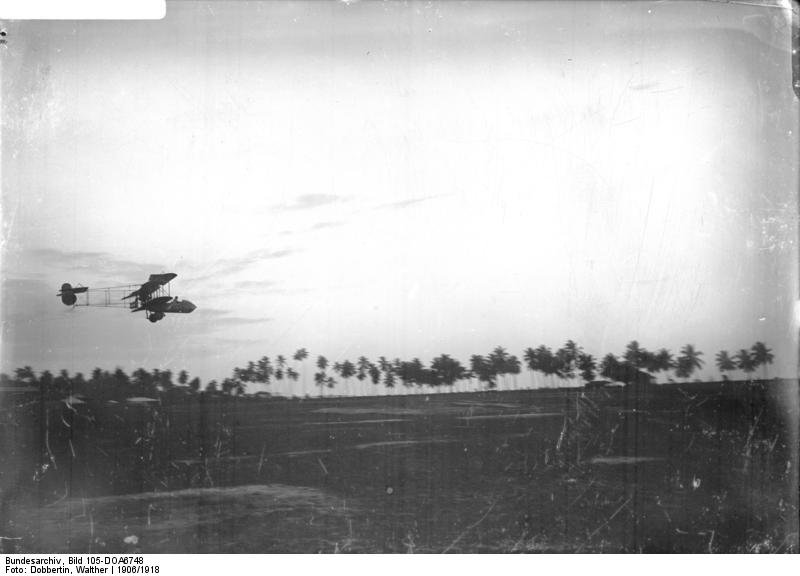
Flugzeug in Deutsch-Ostafrika (1914)

Am 6. Juni 1912 teilte der Vereinsvorstand Deutsch-Südwestafrika in vier Bereiche auf, die bestimmten Vereinsmitgliedern unterstanden. Ferner wurden Schreiben in die übrigen Schutzgebiete des Deutschen Reiches aufgesetzt, die dafür warben, auch andernorts die deutsche Kolonialluftfahrt zu fördern. Das Fernziel war die Schaffung einer Luftfahrtorganisation aller deutschen Schutzgebiete. Ein Deutsch-Ostafrikanischer Luftfahrerverein war in Vorbereitung.
Im Juli 1912 wurde ein Aufruf an die Deutschen in Südwestafrika veröffentlicht, in dem die Luftfahrt als technischer Fortschritt und nationale Kulturförderung beworben und die Bildung von Ortsgruppen angeregt wurde. Die Mitgliederzahl stieg auf etwa 800, die regelmäßig die Vereinszeitschrift Die Luftflotte erhielten.
Ende 1912 erarbeitete der Verein Leitsätze für die zukünftige Entwicklung des Flugwesens, die an den Gouverneur von Deutsch-Südwestafrika, Theodor Seitz, übergeben wurde. Die Ausarbeitung gelangt zu dem Schluss, dass Flugzeuge im Falle eines Kriegs in den Kolonien förderlich seien. Flugzeuge könnten unbemerkt operieren und dem Gegner schweren Schaden zufügen. Die Schutztruppe brauche daher Flugzeuge zu Aufklärungs- und Angriffszwecken sowie Kartenmaterial, Treibstoff, Personal und Finanzen. Das deutsche Reich dürfe hierbei nicht hinter den anderen Weltmächten zurückfallen, es gälte, das Nationalgefühl diesbezüglich zu stärken. Weder der Luftsport noch das Transportwesen fand besondere Erwähnung.
Gouverneur Seitz und der Kommandant der Schutztruppe Joachim von Heydebreck zeigten sich aufgeschlossen, verwiesen aber auf fehlende Etatmittel des Reichskolonialamtes. Von Heydebreck veranlasste lediglich Windmessungen, die eine prinzipielle Möglichkeit der Luftfahrt auch unter afrikanischen Wetterbedingungen ergaben.
Der Verein richtete auch eine Eingabe an den Deutschen Reichstag, in der er eine Flotte aus Flugzeugen und Luftschiffen für die Schutzgebiete nebst den erforderlichen Finanzmitteln forderte. Der Landesrat von Deutsch-Südwestafrika unterstützte im April 1913 offen der Forderungen des Vereins und sprach sich für eine Berücksichtigung im Militäretat aus. Dem schloss sich im Juli 1913 die Deutsche Kolonialgesellschaft an: Man brauche Gelder, um mit der Entwicklung des Land- und Wasserflugzeugwesens in den größeren afrikanischen Schutzgebieten unverzüglich beginnen zu können.
Mit Hilfe von Geldern aus der Nationalflugspende und des erwachenden Interesses der jungen Luftfahrtindustrie gelang es Ende 1913 schließlich, die erforderlichen Mittel zu beschaffen.

## Aufbau und Ende der Luftfahrt in Deutsch-Südwestafrika

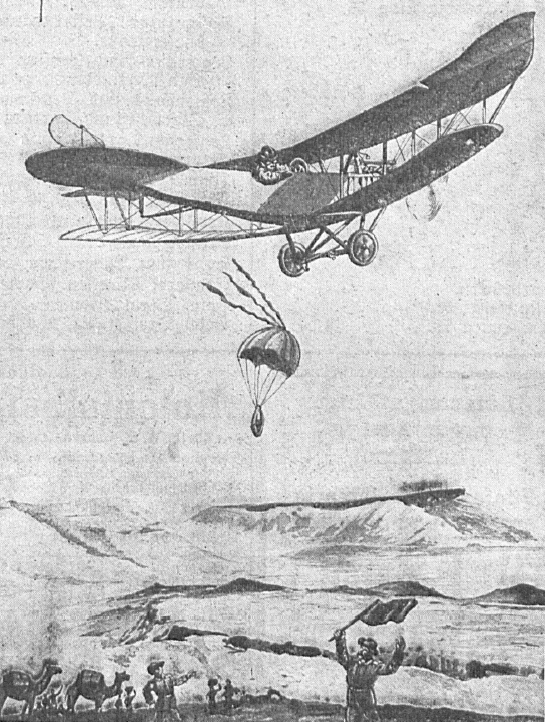
So stellte 1914 ein Zeichner der Deutschen Kolonialzeitung die Postzustellung durch Bruno Büchner in Deutsch-Südwestafrika dar.

Um geeignete Start- und Landeplätze zu schaffen, wurden an mehreren Orten des Schutzgebietes Flugfelder abgesteckt, die oft nicht viel mehr als von der Vegetation befreite Flächen waren. Bei der Suche und Herrichtung der Plätze leistete der Deutsch-Südwestafrikanische Luftfahrerverein durch seine Ortskenntnis Unterstützung.
Im Mai und Juni 1914 trafen insgesamt drei Flugzeuge per Schiff in Swakopmund ein. Es handelte sich um einen Aviatik- sowie einen Roland-Pfeildoppeldecker von LFG, die bei den Verkehrszügen der Schutztruppe in Karibib und Keetmanshoop stationiert wurden. Mit dem dritten Flugzeug, einem Pfalz-Doppeldecker mit Druckpropeller, unternahm der Pilot Bruno Büchner auf private Initiative Post- und Schauflüge, ehe er sich samt Fluggerät weiter nach Deutsch-Ostafrika einschiffte.
Die anderen beiden Flugzeuge wurden während des Ersten Weltkriegs in Südwestafrika für Aufklärungsflüge und Bombardierungen feindlicher Truppenlager eingesetzt, bis sie bei missglückten Startversuchen im April und Mai 1915 schwer beschädigt wurden.
Die Kapitulation der Schutztruppe von Deutsch-Südwestafrika im Juli 1915 und der Friedensvertrag von Versailles 1919 bedeuteten auch das Ende der deutschen Kolonialluftfahrt in den einstigen Schutzgebieten.
Der Luftsport, etwa in Form des Segelflugs, wurde in der Zwischenkriegszeit eine Vereinsaktivität der deutschstämmigen Bewohner Südwestafrikas.

## Ortsgruppen
In folgenden Orten entstanden 1912 bis 1914 Ortsgruppen:
- Gibeon
- Grootfontein-Nord
- Karibib
- Keetmanshoop
- Kolmanskuppe
- Lüderitzbucht
- Okahandja
- Omaruru
- Swakopmund
- Warmbad
- Windhuk

## Galerie

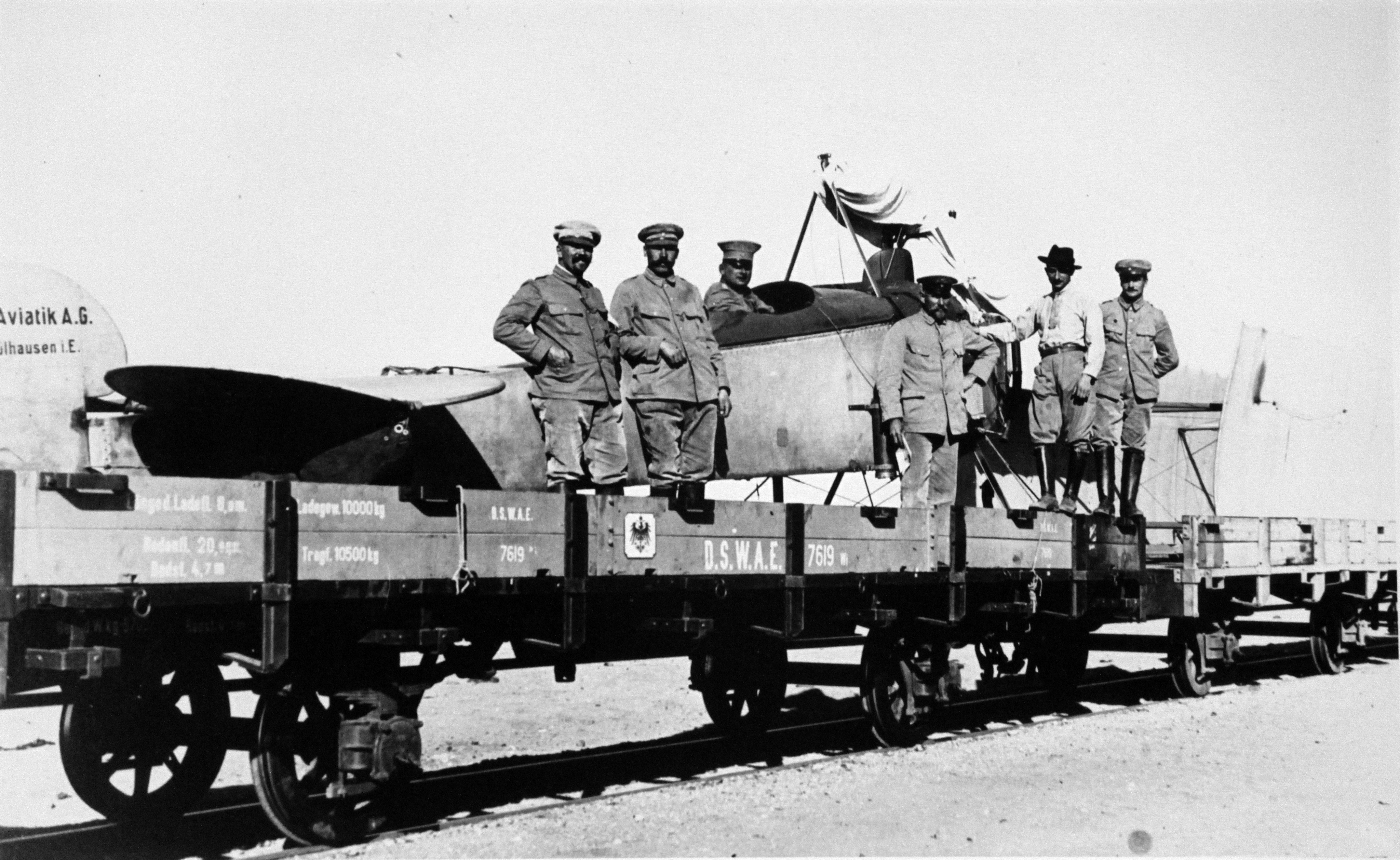
Aviatik-Doppeldecker auf einem Waggon der deutsch-südwestafrikanischen Eisenbahn
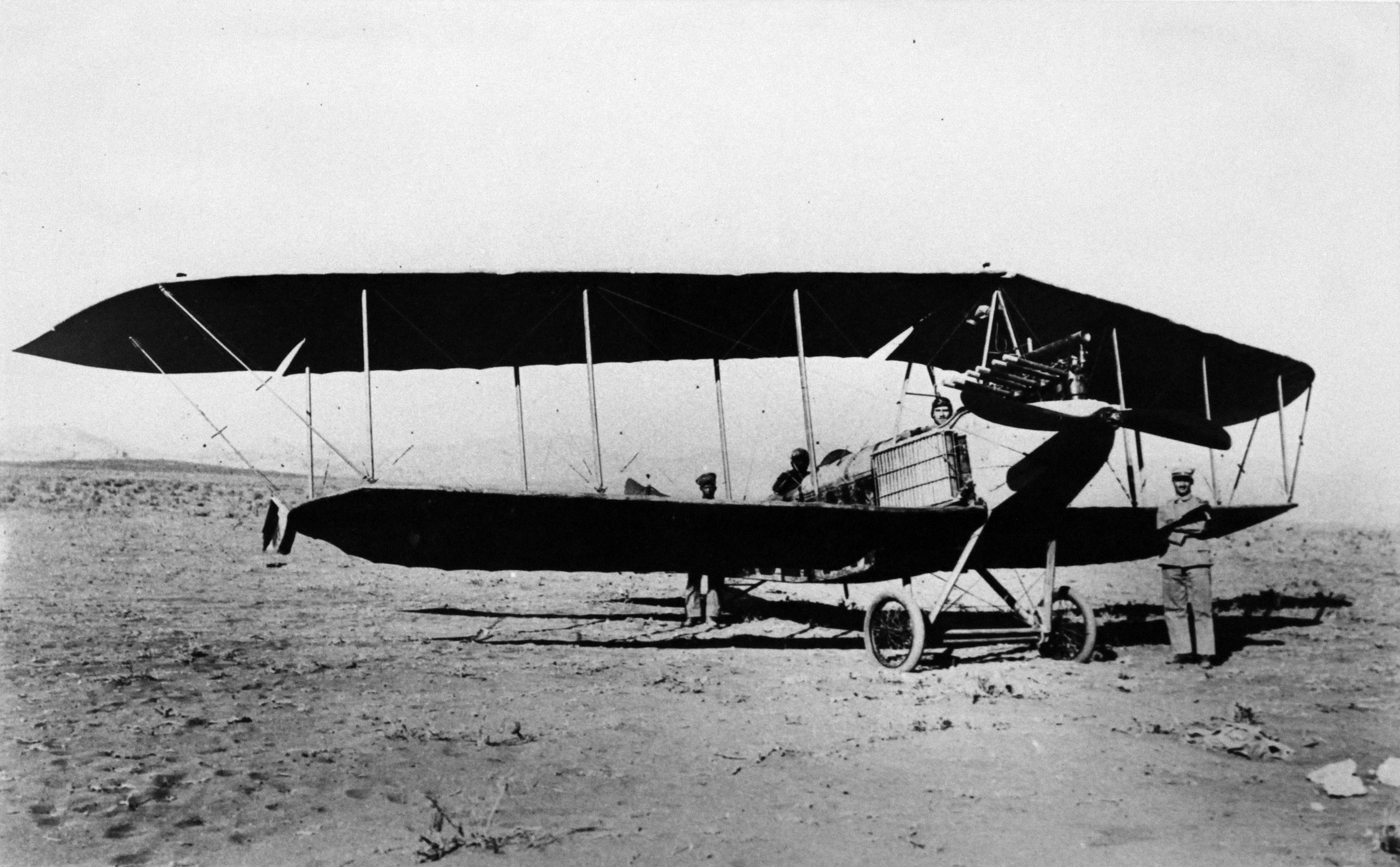
Deutscher Doppeldecker in Südwestafrika, 1914/15
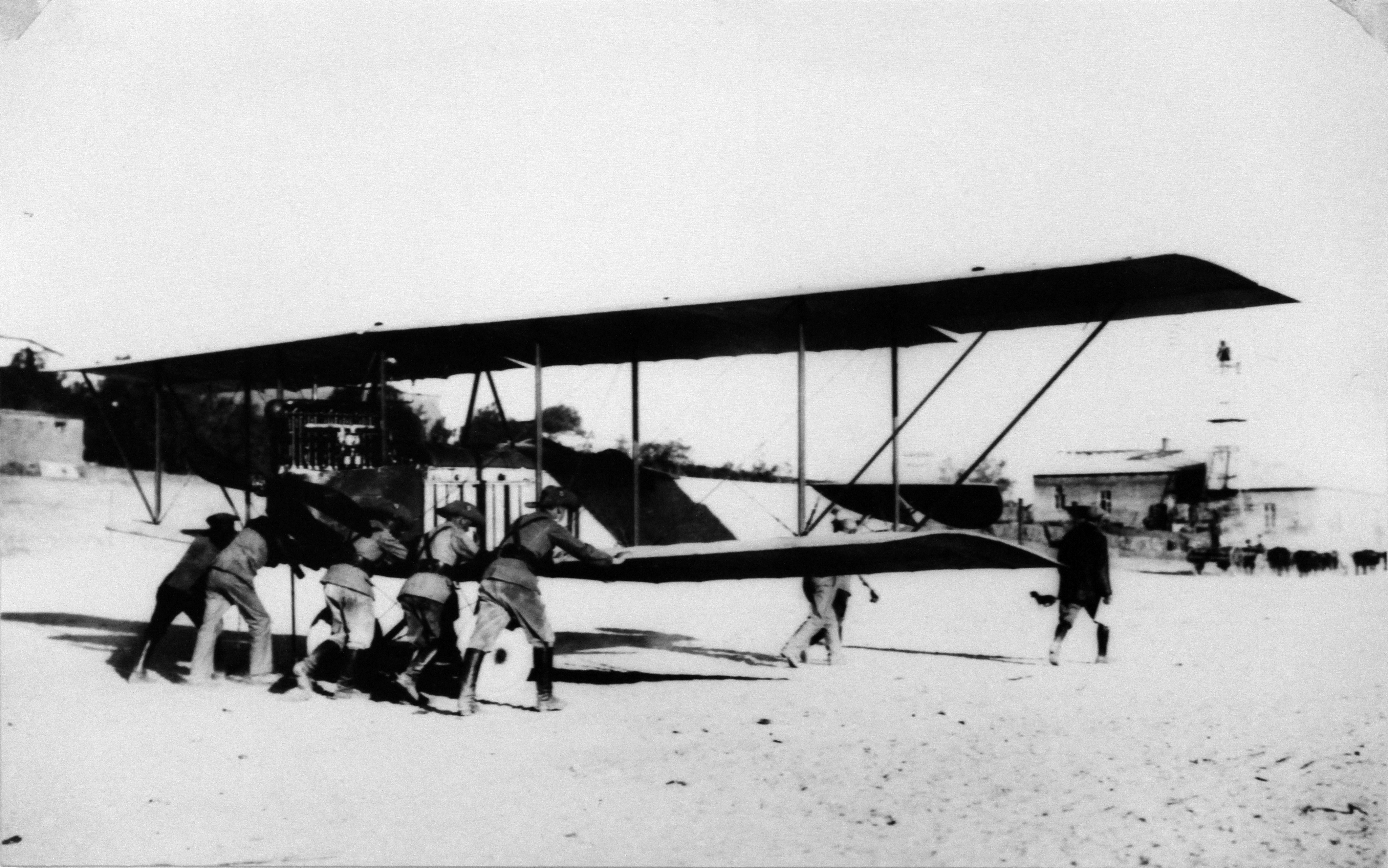
Deutscher Doppeldecker in Südwestafrika, 1914/15